# Mærkelige dyr
|  | Denne artikel er oprettet af botten PalnaBot ud fra en ekstern database. Den kan derfor have sproglige fejl eller mangler. Denne skabelon kan fjernes efter kontrol af indholdet. |

Mærkelige dyr er en propagandafilm instrueret af Karl Roos efter manuskript af Karl Roos.

## Handling
Skovsvin. En særlig race af mennesker der uden omtanke smider affald i de danske skove.